# سان‌وینگ ایرلاینز
سان‌وینگ ایرلاینز (به انگلیسی: Sunwing Airlines) یک شرکت هواپیمایی با کد یاتا WG است که در تاریخ ۲۰۰۵ میلادی تأسیس شده و در تاریخ ۱۷ نوامبر ۲۰۰۵ فعالیتش را آغاز کرده‌است. دفتر مرکزی سان‌وینگ ایرلاینز در تورنتو، انتاریو، کانادا واقع شده‌است و به ۷۳ مقصد، پرواز مستقیم انجام می‌دهد.